# Bermuda Triangle
Bermuda Triangle es el octavo álbum de estudio de Buckethead, y es más o menos una colaboración electrónica con Extrakd, quien también produjo y mezcló el álbum.

## Canciones
1. Flight 19 – 1:48
2. Mausoleum Door – 3:29
3. Sea of Expanding Shapes – 4:24
4. The Triangle Part 1: Extrakd – 1:16
5. Bionic Fog – 2:01
6. Forbidden Zone – 2:15
7. Telegraph Land Of The Crispies – 1:53
8. Pullin The Heavy – 2:55
9. Phantom Lights – 2:38
10. Jabbar On Alcatrazz Avenue – 3:18
11. Beestro Fowler – 3:01
12. Splintered Triplet – 2:36
13. Whatevas – 2:15
14. Sucked Under – 4:22
15. Isle of Dead – 3:14
16. The Triangle Part II – 3:19
17. 911 – 3:18